# Lamar Hunt U.S. Open Cup de 2012
A Lamar Hunt U.S. Open Cup de 2012 foi a 99ª temporada da competição futebolística mais antiga dos Estados Unidos. Seattle Sounders FC entra na competição defendendo o título.
O campeão da competição foi o Sporting Kansas City, conquistando seu segundo título. A premiação para o campeão foi de 100.000 dóares, e se classificou para a CONCACAF Champions League.

## Participantes
| Entram na Primeira Fase | Entram na Primeira Fase | Entram na Segunda Fase | Entram na Terceira Fase |
| NPSL/USASA/USCS 6 times/9 times/1 time | USL PDL 16 times | NASL/USL-PRO Todos os times (6)/(10) | MLS todos os times (16) |
| National Premier Soccer League - Brooklyn Italians - Fullerton Rangers - Georgia Revolution - Jacksonville United - Milwaukee Bavarians - FC Sonic Lehigh Valley United States Adult Soccer Association - Aegean Hawks - ASC New Stars - Cal FC - Croatian Eagles - Greek American Atlas - Jersey Shore Boca - KC Athletics - NTX Rayados - PSA Elite United States Club Soccer - Stanislaus United Turlock Express | - Carolina Dynamo - Chicago Fire Premier - Des Moines Menace - El Paso Patriots - Fresno Fuego - Kitsap Pumas - Laredo Heat - Long Island Rough Riders - Michigan Bucks - Mississippi Brilla - Orlando City U-23 - Portland Phoenix - Portland Timbers U23's - Reading United - Real Colorado Foxes - Ventura County Fusion | NASL - Atlanta Silverbacks - Carolina RailHawks - Fort Lauderdale Strikers - Minnesota Stars - San Antonio Scorpions - Tampa Bay Rowdies USL-Pro - Charleston Battery - Charlotte Eagles - Dayton Dutch Lions - Harrisburg City Islanders - Los Angeles Blues - Orlando City - Pittsburgh Riverhounds - Richmond Kickers - Rochester Rhinos - Wilmington Hammerheads | - Chicago Fire - Chivas USA - Colorado Rapids - Columbus Crew - FC Dallas - D.C. United - Houston Dynamo - Los Angeles Galaxy - New England Revolution - New York Red Bulls - Philadelphia Union - Portland Timbers - Real Salt Lake - San Jose Earthquakes - Seattle Sounders FC - Sporting Kansas City |

## Premiação
| Lamar Hunt U.S. Open Cup de 2012 |
| -------------------------------- |
| Kansas City Campeão (2° título)  |